# 일제 브라운
일제 브라운(독일어: Ilse Braun, 1909년 6월 18일 ~ 1979년 6월 28일)은 에바 브라운의 두 자매 중 한 명이었다. 뮌헨에서 태어난 일세는 교사 프리드리히 "프리츠" 브라운과 재봉사 프란체스카 "파니" 크론베르거 사이에서 맏딸로 태어났다. 1945년 4월 29일 나치 독재자 아돌프 히틀러가 에바와 결혼한 지 40시간도 채 되지 않아 그의 처제가 되었다.

## 생애
브라운은 1929년 부모의 집을 떠나 유대인 이비인후과 의사이자 외과의사인 마르틴 레비 마르크스의 조수로 일했다. 그녀는 고용주의 사무실에 방을 제공받았고, 1937년 나치 독일에서 유대인들에 대한 박해에 직면하여 미국으로 이주할 준비를 했을 때 비로소 그의 직업을 떠났다. 아리아인이 아닌 의사들은 1933년 4월에 국가 의료 보험 계획에 따라 지불 대상에서 제외되었고, 1937년에 독일 혈액 및 독일 명예 보호를 위한 법이 통과됨에 따라 그와 브라운은 "인종을 더럽힌" 혐의로 체포될 위험이 있었다. 마르크스의 의사 개업 면허는 1938년에 취소되었고, 그는 1939년 4월에 국외로 추방되었다. 그의 박사 학위는 1939년 10월에 취소되었고, 그는 그때까지 이미 미국으로 이민을 갔다. 브라운은 전쟁 후에 그녀와 에바가 그를 대신하여 중재하려 했으나 실패했다고 진술했다.
에바는 1935년 5월 28일 자살을 시도하며 수면제를 과다복용했다. 일제는 그날 밤 그녀를 발견하고 응급처치를 한 뒤 의사를 불렀다. 일제는 히틀러와 에바의 관계를 보호하기 위해 에바의 일기에서 관련 페이지를 삭제했다. 에바의 두 번째 자살 시도였다.
브라운은 1937년 3월 15일 알베르트 슈페어의 베를린 사무실에서 일하기 시작했다. 건축가인 슈페어는 막 제국 수도의 건축 총 감독관으로 임명되었다. 브라운은 그의 첫 번째 직원들 중 한 명이었다. 그녀는 슈페어의 직장을 떠났고 같은 해 10월에 회흐슈테터라는 이름의 남자와 결혼했다. 브라운과 회흐슈테터는 결혼 3년 만에 이혼했다. 언론 프로그램을 졸업한 후 브라운은 보수 신문인 도이체 알게마이네 차이퉁에서 편집자로 일하기 시작했다. 그녀는 1941년 푸케-미셸스라는 이름의 남자와 재혼하여 브레슬라우로 이주하여 슐레지셰 차이퉁에 고용되었다.
브라운은 정치에 관여하지 않았다. 그녀의 언니들인 에바와 그레틀과는 달리, 전쟁이 끝날 무렵 그곳으로 도망쳤지만, 그녀는 히틀러의 내부 조직의 일원도 아니었고, 바이에른의 베르호프에 정기적으로 방문하지도 않았다. 그녀는 춤을 좋아했으며, 볼룸댄스 유럽 아마추어 챔피언이 되었다. 브라운은 1964년 아버지가 사망한 후 어퍼바이에른의 루폴딩에 있는 가정집에서 어머니와 함께 살았다. 그녀는 1979년 뮌헨에서 암으로 세상을 떠났고, 그곳에 조카인 에바 페겔라인(그레틀 브라운의 딸) 옆에 묻혔다. 그녀에게는 자녀가 없었다.